# Rostrogordo
Rostrogordo är en platå och en ort i den spanska exklaven Melilla i Nordafrika. Den ligger strax väster om udden Punta de Rostrogordo som sträcker sig ut i Medelhavet. Rostrogordo ligger i den norra delen av exklaven och nära gränsen till Marocko. Omedelbart väster om Rostrogordo ligger exklavens högsta punkt som når 132 meter.
Fästningen Rostrogordo (spanska: Fuerte de Rostrogordo) uppfördes 1888.

### Fotnoter
1. ↑  Punta de Rostrogordo hos Geonames.org (cc-by); post uppdaterad 2014-05-01; databasdump nerladdad 2016-04-24